# 金雀花黄堇
金雀花黄堇（学名：Corydalis cytisiflora）为罂粟科紫堇属下的一个种。

## 扩展阅读
維基物種上的相關：金雀花黄堇